# Carl Wernicke
Carl Wernicke (1848 – 1905) byl německý lékař a psychiatr. Za jeho nejvýznamnější přínos lze považovat objevení tzv. Wernickeovy oblasti, čímž Wernicke poukázal na fakt, že tzv. Brocova oblast není jediným mozkovým centrem řeči. Jeho dalším významným přínosem je lokalizační model vybraných typů afázie.
Je autorem monografie o afázii, kterou publikoval ve 26 letech a která mu přinesla mezinárodní věhlas. Později vydal třídílnou knihu o neuroanatomii, v níž popisoval funkce jednotlivých oblastí mozku.

## Život
Roku 1870 získal titul doktora medicíny na Vratislavské univerzitě. Později studoval neuropatologii ve Vídni a následně působil na klinice psychiatrie a nervových onemocnění v Berlin Charité. Poté se rozhodl založit si vlastní neuropsychiatrickou kliniku v Berlíně. Od roku 1885 pak působil jako profesor neurologie a psychiatrie v Vratislavi a později také působil na univerzitě Halle-Wittenberg v Německu. Wernicke zemřel v roce 1905 na následky zranění po pádu z kola.

## Wernickeova oblast

Brocova a Wenickeova oblast

Wernicke se po nálezu tzv. Brocovy oblasti zprostředkovávající jazykovou produkci, který je přičítán Paulu Brocovi, proslavil svým objevem dalšího centra podílejícího se na porozumění řeči. Toto centrum Wernicke na základě svých poznatků z posmrtného zkoumání mozku pacientů trpících selektivní poruchou porozumění lokalizoval v oblasti gyrus supramarginalis parietálního laloku a horní části laloku temporálního, kterou dnes nazývané jako Wernickeova oblast. Přestože hlubší poznatky z oblasti neurologie a detailní analýza jazykových poruch později vedly k přehodnocení tohoto zjednodušujícího rozdělení na centrum produkce a porozumění, Broca a Wernicke se díky svým objevům stali průkopníky moderní afaziologie.

## Lokalizace dalších typů afázie
Wernicke definoval podle lokalizace poruchy další tři typy afázií: senzorickou, motorickou a kondukční. Dále zastával názor, že různé typy afázií lze vypočítat na základě kombinačních pravidel. Všem afáziím je podle Wernicka společné porušení spojení používaných při normálních řečových procesech.
Wernicke ve svém modelu předpokládá, že afázie je důsledkem lézí v oblasti řečových center a/nebo ve spojení mezi nimi. Dále předpokládá, že různé symptomy afázie jsou závislé na lokalizaci léze. Z toho pak vychází jeho dělení, které rozlišuje tři typy afázie (senzorickou, motorickou a kondukční) právě na základě odlišných symptomů a asociace těchto symptomů s různě lokalizovanými lézemi.

## Dílo
- Der aphasische Symptomencomplex. Eine psychologische Studie auf anatomischer Basis; Breslau, M. Crohn und Weigert, 1874. - psychologická studie postavená na anatomických zkoumáních
- Lehrbuch der Gehirnkrankheiten : für Aerzte und Studirende, 1881 - učebnice mozkových poruch pro doktory a studenty
- Über hemiopische Pupillenreaktion, in Fortschritte der Medicin, 1883, 1: 49-53. - Článek o reakci zornic na vnější podněty
- Grundriss der Psychiatrie in klinischen Vorlesungen, 1894 - Psychiatrické a klinické přednášky
- Atlas des Gehirns; Schnitte durch das menschliche Gehirn in photographischen Originalen, 1897 - Atlas mozku
- Krankenvorstellungen aus der psychiatrischen klinik in Breslau, 1899 - Pojednání o nemocech z psychiatrické kliniky